# Paulus Jansen
Paulus Fredericus Cornelius Jansen (Roermond, 2 maart 1954) is een Nederlands voormalig politicus namens de Socialistische Partij (SP) en voormalig directeur van de Woonbond (2018-2020).

## Biografie
Jansen werd na zijn gymnasium B opleiding aan het R.K. Bisschoppelijk College te Roermond civiel ingenieur. Hij studeerde bouwkunde aan de Technische Hogeschool Eindhoven (THE). Hij werkte van 1978 tot 1997 bij een adviesbureau (Werkgroep 2000), een uitvoerend bouwbedrijf (Nevanco Groep) en bij een ingenieursbureau (DHV). Jansen woont sinds 1987 in de Utrechtse wijk Lunetten. Hij is gehuwd en heeft drie kinderen.

## Politieke carrière
Jansen werd tijdens zijn studie aan de THE lid van de SP. Hij vervulde in de periode 1974-2006 een groot aantal bestuurlijke functies binnen de partij, waaronder die van landelijk algemeen secretaris.
Van 1995 tot 2003 was hij lid van de Utrechtse Provinciale Staten waar hij fractievoorzitter was. In 1997 werd hij fractiemedewerker van de Tweede Kamerfractie. Daarnaast was hij van 2001 tot 2006 gemeenteraadslid en fractievoorzitter in de gemeente Utrecht, als opvolger van Bob Ruers die de raad verliet om senator te worden.
Voor de Tweede Kamerverkiezingen 2006 stond Jansen op de 18e plaats van de kandidatenlijst. Hij haalde 716 voorkeurstemmen. Op 12 december 2006 hield hij zijn maidenspeech in de Tweede Kamer over de begroting van het ministerie van VROM.
Tijdens het kabinet-Balkenende III was hij SP-woordvoerder voor volkshuisvesting, energie/klimaat en water. Tijdens het kabinet-Rutte I was hij SP-woordvoerder energie/klimaat, water, ruimtelijke ordening en milieu, bouw- en woningmarkt, bouwregelgeving en koopsector, alsmede plv. voorzitter commissie Economische Zaken. Tijdens het kabinet-Rutte II was hij SP-woordvoerder energie/klimaat en wonen, alsmede voorzitter van de commissie Infrastructuur en Waterstaat.
Op 13 mei 2014 verliet hij de Tweede Kamer om wethouder te worden in de gemeente Utrecht, als eerste SP-wethouder in een G4-gemeente. Zijn portefeuille omvatte wonen, ruimtelijke ordening, vastgoed, dierenwelzijn, sport en de wijk Zuidwest.
In 2018 werd Jansen algemeen directeur van de Woonbond. Bij zijn pensionering op 1 mei 2020 werd hij daar opgevolgd door Zeno Winkels.
Jansen is nog actief als bestuurslid van de Toelatingsorganisatie Kwaliteitsborging voor de Bouw, lid van de Mijnraad, voorzitter van het Landelijk Overleg Consumentenorganisaties Openbaar Vervoer (LOCOV) en bestuursvoorzitter van het Museum van Zuilen.

## Speerpunten
In zijn werk als politicus wilde Paulus Jansen de situatie in achterstandswijken verbeteren en de maatschappelijke controle over de sociale huursector herstellen. Hij zet uiteen waar hij als politicus voor staat in een gesprek met Jan Marijnissen, direct na zijn aantreden als Kamerlid, en in een uitgebreid interview bij zijn afscheid.
Net als zijn voorganger Remi Poppe was Jansen een uitgesproken tegenstander van de liberalisering van de woningmarkt en het op afstand zetten van de woningcorporaties. In zijn ogen had dit zeer nadelige effecten: de schaalvergroting, de grootschalige verkoop en sloop van sociale huurwoningen, de hoge salarissen van de corporatietop en het inzetten van huurdersgeld voor oneigenlijke taken.
Jansen diende een motie van wantrouwen in tegen minister Vogelaar wegens het onvolledig en onjuist informeren van de Kamer over het SS Rotterdam. Die motie haalde het niet, maar de minister werd de dag erna door partijleider Wouter Bos gedwongen op te stappen. Jansen was een principieel voorstander van het corporatiemodel als beheervorm van de sociale woonvoorraad en een fel bestrijder van de invoering van vennootschapsbelasting (winstbelasting) voor corporaties (2008), de verhuurderheffing (2012) en de tijdelijke huurcontracten (2014). Hij deed ook een aantal voorstellen voor betaalbare energiebesparing bij woningen. In 2011 lukte het hem om een strengere nieuwbouwnorm voor de woningisolatie bij nieuwbouw af te dwingen. Samen met Bas Jan van Bochove en Jacques Monasch regelde hij financiering voor het Kenniscentrum Aanpak Funderingsherstel.
Als SP-woordvoerder energie/klimaat bekritiseerde hij de splitsing en privatisering van de publieke energiebedrijven en pleitte hij voor een betaalbare en veilige verduurzaming van de energieproductie. Een motie die hij samen met René Leegte indiende was de aanzet voor de invoering van een dynamisch energietarief voor kleinverbruikers (2013).
Als milieuwoordvoerder was Jansen met name actief op de thema’s luchtkwaliteit, veiligheid en geluids- en trillingshinder. Concrete resultaten van zijn inspanningen zijn onder meer een verbeterde bescherming van kinderdagverblijven tegen verkeerslawaai, strengere geluidsnormen voor windturbines, betere bescherming tegen trillingshinder langs het spoor en tegen de overlast van het NAVO-vliegveld Geilenkirchen in Zuid-Limburg. Jansen kreeg hiervoor waardering van geluidsdeskundigen, wat in november 2012 tot uiting kwam in een nominatie voor de Gouden Decibel, een prijs van de Stichting Innonoise, ondersteund door onder meer de Nederlandse Stichting Geluidshinder en het Nederlands Akoestisch Genootschap.
Jansen, zelf actief als fietser en wandelaar, schreef samen met Sander de Rouwe (CDA) en Duco Hoogland (PvdA) het initiatiefvoorstel "Een stap vooruit", met 30 voorstellen om recreatief fietsen en wandelen aantrekkelijker te maken, door maatregelen op het gebied van ruimtelijke ordening, infrastructuur en verkeer, natuur en recreatie. Na zijn vertrek als Kamerlid bleef hij als voorzitter van het Landelijk Fietsplatform pleitbezorger voor een samenhangend beleid op dit terrein.
Als Wethouder Wonen in Utrecht maakte Jansen zich hard voor de versnelling van de binnenstedelijke woningbouwproductie, onder meer door transformatie van bedrijfsgebouwen en het terugdringen van sloop en verkoop van corporatiewoningen. Hij voerde in 2017 een huurkorting in voor huurders met een laag inkomen van een sociale huurwoning met een hoge huur (aftoppingsgrens). Het Actieplan Middenhuur stelde lokale grenzen aan de huren van vrijesectorhuurwoningen in het middensegment, die snel stegen na een aantal landelijke liberalisatiemaatregelen van minister Blok. Aan het eind van zijn periode als wethouder kwam Jansen nog onder vuur te liggen over de verkoop van een complex woningen van de corporaties Mitros en Portaal aan een commerciële belegger. Zijn verweer dat deze transactie onvermijdelijk was door een eerder besluit uit 2005 werd uiteindelijk door een ruime meerderheid van de gemeenteraad geaccepteerd.
Na zijn vertrek als wethouder was Jansen ruim twee jaar directeur van de Woonbond, waar hij samen met een groot aantal maatschappelijke organisaties het Plan voor de Volkshuisvesting ontwikkelde; een pakket maatregelen op het gebied van rechtsbescherming, beschikbaarheid, betaalbaarheid, kwaliteit en welzijn, om de snel groeiende wooncrisis op te lossen.